# 웹 트래픽
웹 트래픽(web traffic)은 웹 사이트에 방문한 사람들이 데이터를 주고받은 양이다. 이는 인터넷 트래픽의 큰 부분이다. 이는 방문자 수와 방문 페이지 수에 따라 결정된다. 사이트들은 오고가는 트래픽을 감시하면서 사이트의 어느 부분이나 페이지가 유명한지, 또 특정 국가의 사람들이 어느 페이지를 가장 많이 보는지 등을 파악한다. 트래픽을 감시하는 방법은 다양하며 수집된 데이터는 사이트를 구성하고 보안 문제를 강조하며 잠재적인 대역 부족을 표시하는 데 참고할 수 있다. (모든 웹 트래픽이 환영받을 만한 것은 아니기 때문이다)

## 웹 트래픽 분석

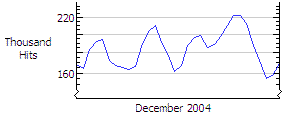
2004년 12월의 위키백과 웹 트래픽의 그래프 예제

다음과 같은 종류의 정보를 웹 트래픽을 감시할 때 확인한다:
- 방문자 수
- 방문자 당 페이지 뷰 평균 수
- 평균 방문 시간
- 평균 페이지 뷰 시간
- 도메인 클래스
- 트래픽이 많은 시간대
- 요청을 가장 많이 받은 페이지
- 요청을 가장 많이 받은 엔트리 포인트 페이지
- 요청을 가장 많이 받은 엑시트 (시스템콜)(영어판) 페이지
- 최상위 경로
- 참조자

## 같이 보기
- 데이터 마이닝
- 인터넷 트래픽
- 페이지 뷰

## 참조
- Zion Hadad, Itzik Kitroser and Yossi Segal (6 March 2003). "Web Traffic Ranging" – retrieved 1 January 2005
- Malacinski, Andrei; Dominick, Scott & Hartrick, Tom (1 March 2001). "Measuring Web traffic" 보관됨 2008-07-19 - 웨이백 머신 at IBM – retrieved 1 January 2005
- Machlis, Sharon (17 June 2002). "Measuring Web Site Traffic" 보관됨 2009-04-18 - 웨이백 머신 at ComputerWorld.com – retrieved 1 January 2005
- Ward, Mark (5 May 2003). "The Dangers of Having a Good Idea" – A BBC News look at the case of freelance journalist Glenn Fleishman after his site was linked to from MacCentral – retrieved 7 July 2005 LINK NO LONGER WORKS